# Brdów
Brdów este un sat din Polonia, în voievodatul Polonia Mare, powiatul kolski, în municipiul Babiak. Are aproximativ 1000 de locuitori.